# Amerikaans curlingteam (gemengddubbel)
Het Amerikaanse curlingteam vertegenwoordigt de Verenigde Staten in internationale curlingwedstrijden.

## Geschiedenis
De Verenigde Staten debuteerden op het wereldkampioenschap curling voor gemengddubbele landenteams van 2008 in het Finse Vierumäki. Ze plaatsten zich niet voor de play-offs. In 2016 en 2019 werd het brons gewonnen. In 2016 door Schotland te verslaan (9-7) en in 2019 door te winnen van Australië (5-4). Wereldkampioen werd het Amerikaanse team in 2023. In de finale werd gewonnen van Japan met 8-2.
In 2018 nam het Amerikaanse team deel aan het eerste olympische toernooi in het gemengddubbel. De Verenigde Staten werden vertegenwoordigd door Matt en Rebecca Hamilton. Het team eindigde als zesde. Vier jaar later werd de achtste plaats behaald.

## Verenigde Staten op de Olympische Spelen
| Jaar | Plaats | Team                             | WG | W | V | PV | PT |
| ---- | ------ | -------------------------------- | -- | - | - | -- | -- |
| 2018 | 6      | Matt Hamilton & Rebecca Hamilton | 7  | 2 | 5 | 28 | 43 |
| 2022 | 8      | Vicky Persinger & Chris Plys     | 9  | 3 | 6 | 50 | 67 |

## Verenigde Staten op het wereldkampioenschap
| Jaar | Plaats | Team                             | WG | W  | V | PV | PT |
| ---- | ------ | -------------------------------- | -- | -- | - | -- | -- |
| 2008 | 13     | Nate Haskell & Jamie Haskell     | 7  | 3  | 4 | 34 | 31 |
| 2009 | 16     | Brady Clark & Cristin Clark      | 8  | 3  | 5 | 60 | 55 |
| 2010 | 9      | Michael Calcagno & Sharon Vukich | 6  | 3  | 3 | 39 | 40 |
| 2011 | 5      | Brady Clark & Cristin Clark      | 8  | 5  | 3 | 64 | 40 |
| 2012 | 4      | Brady Clark & Cristin Clark      | 11 | 7  | 4 | 79 | 62 |
| 2013 | 11     | Peter Stolt & Maureen Stolt      | 8  | 4  | 4 | 56 | 43 |
| 2014 | 18     | Steve Gebauer & Joyance Meechai  | 7  | 3  | 4 | 41 | 40 |
| 2015 | 5      | Korey Dropkin & Sarah Anderson   | 10 | 7  | 3 | 67 | 49 |
| 2016 | 3      | Joe Polo & Tabitha Peterson      | 10 | 9  | 1 | 86 | 44 |
| 2017 | 10     | Matt Hamilton & Rebecca Hamilton | 11 | 9  | 2 | 95 | 39 |
| 2018 | 13     | Korey Dropkin & Sarah Anderson   | 9  | 6  | 3 | 68 | 44 |
| 2019 | 3      | John Shuster & Cory Christensen  | 11 | 9  | 2 | 93 | 43 |
| 2021 | 8      | Joe Polo & Tabitha Peterson      | 10 | 5  | 5 | 69 | 68 |
| 2022 | 8      | Matt Hamilton & Rebecca Hamilton | 9  | 5  | 4 | 60 | 53 |
| 2023 | 1      | Korey Dropkin & Cory Thiesse     | 12 | 10 | 2 | 87 | 49 |
| 2024 | 10     | Matt Hamilton & Becca Hamilton   | 9  | 5  | 4 | 59 | 53 |
| 2025 | 5      | Korey Dropkin & Cory Thiesse     | 10 | 6  | 4 | 79 | 50 |

Australië · België · Brazilië · Bulgarije · Canada · China · Chinees Taipei · Denemarken · Duitsland · Engeland · Estland · Filipijnen · Finland · Frankrijk · Griekenland · Groot-Brittannië · Guyana · Hongarije · Hongkong · Ierland · India · Israël · Italië · Jamaica · Japan · Kazachstan · Kirgizië · Koeweit · Kosovo · Kroatië · Letland · Litouwen · Luxemburg · Mexico · Mongolië · Nederland · Nieuw-Zeeland · Nigeria · Noorwegen · Oekraïne · Oostenrijk · Polen · Portugal · Puerto Rico · Qatar · Roemenië · Rusland · Saoedi-Arabië · Schotland · Servië · Slovenië · Slowakije · Spanje · Thailand · Tsjechië · Turkije · Verenigde Staten · Wales · Wit-Rusland · Zuid-Korea · Zweden · Zwitserland